# Manuel Castro Mellado
Manuel Castro Mellado (Còrdova, 1944 — Barcelona, 2020) va ser un pintor i gravador català d'origen cordovès.
Nat a Còrdova el 1944, el 1952 s'establí amb la seva família a la ciutat de Barcelona, on feu estudis de pintura a l'Escola de la Llotja i de gravat al Conservatori de les Arts del Llibre. Inicià la seva carrera com a pintor i gravador a la segona meitat de la dècada de 1960. El 1966 fou premiat per l'Ajuntament de Barcelona, el 1967 participà en el Saló de maig i el 1969 fou becat per la Fundació Castellblanch per ampliar els seus estudis artístics a París. Posteriorment, en tornar a Barcelona, participà en més d'una cinquantena d'exposicions individuals i col·lectives i en fires d'art internacionals. Col·laborà amb altres artistes i rebé diversos premis. La seva pintura, de caràcter figuratiu intimista, amb una paleta d'ocres, rogencs i ataronjats, es conserva, entre altres col·leccions d'art contemporani, a la Fundació Vila Casas, a la Col·lecció Bassat i a la Col·lecció la Caixa d'Art Contemporani, mentre que els seus gravats es conserven a la Biblioteca de Catalunya, a la Biblioteca Nacional d'Espanya i al Gabinet d'Estampes del Museu d'Art i d'Història de Ginebra (Suïssa). Va morir a Barcelona, el 21 de juliol de 2020, als 76 anys.